# Agazzano
Agazzano is een gemeente in de Italiaanse provincie Piacenza (regio Emilia-Romagna) en telt 2021 inwoners (31-12-2004). De oppervlakte bedraagt 35,9 km², de bevolkingsdichtheid is 55,82 inwoners per km².
De volgende frazioni maken deel uit van de gemeente: Bastardina, Cantone, Montebolzone, Sarturano, Tavernago, Verdeto.

## Demografie
Agazzano telt ongeveer 923 huishoudens. Het aantal inwoners steeg in de periode 1991-2001 met 5,3% volgens cijfers uit de tienjaarlijkse volkstellingen van ISTAT.
| Jaar | Inwoneraantal |
| ---- | ------------- |
| 1991 | 1903          |
| 2001 | 2003          |

## Geografie
De gemeente ligt op ongeveer 187 meter boven zeeniveau.
Agazzano grenst aan de volgende gemeenten: Borgonovo Val Tidone, Gazzola, Gragnano Trebbiense, Pianello Val Tidone, Piozzano.

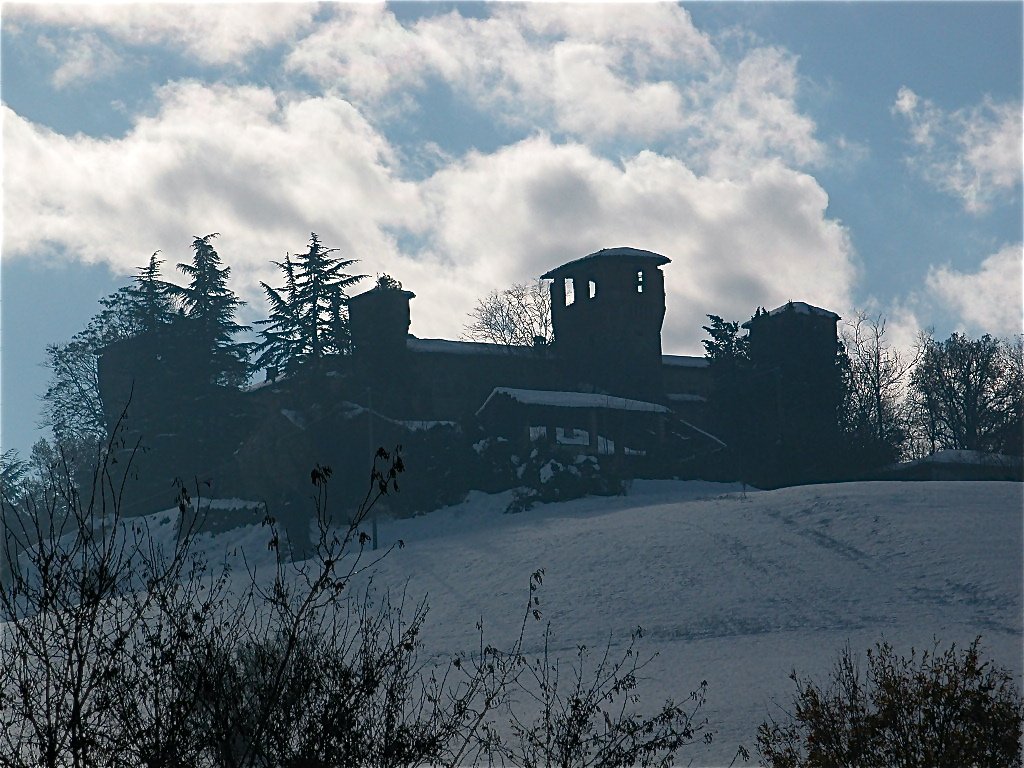
Kasteel Boffalora

## Geboren
- Luigi Ferrando (1941), geestelijke en bisschop

Agazzano · Alseno · Alta Val Tidone · Besenzone · Bettola · Bobbio · Borgonovo Val Tidone · Cadeo · Calendasco · Caorso · Carpaneto Piacentino · Castel San Giovanni · Castell'Arquato · Castelvetro Piacentino · Cerignale · Coli · Corte Brugnatella · Cortemaggiore · Farini · Ferriere · Fiorenzuola d'Arda · Gazzola · Gossolengo · Gragnano Trebbiense · Gropparello · Lugagnano Val d'Arda · Monticelli d'Ongina · Morfasso · Ottone · Piacenza · Pianello Val Tidone · Piozzano · Podenzano · Ponte dell'Olio · Pontenure · Rivergaro · Rottofreno · San Giorgio Piacentino · San Pietro in Cerro · Sarmato · Travo · Vernasca · Vigolzone · Villanova sull'Arda · Zerba · Ziano Piacentino
- Virtual International Authority File: 248330869

1. ↑  https://demo.istat.it/?l=it.